# Guibourtinidin
Guibourtinidin es una antocianidina.

## Taninos
Guibourtinidin forma taninos llamados leucoguibourtinidinas o Proguibourtinidin.